# Philippe Soupault
Philippe Soupault (Chaville, França, 2 de agosto de 1897 - Paris, 12 de março de 1990) foi um escritor, jornalista e político francês, um dos iniciadores do dadaísmo na França e fundador do surrealismo.
Após o aparecimento do movimento Dada iniciado por Tristan Tzara, em 1916, participa ativamente,  junto com André Breton e Louis Aragon, na sua difusão.
Em 1920, com Breton, funda o surrealismo, mas é expulso do grupo, seis anos mais tarde, por ser contrário à sua organização.
Em meados de 1920 visita Portugal e conhece o poeta Fernando Pessoa. Anos depois, escreverá a respeito deste encontro: "Ah, Pessoa! Que homem torturado, que infeliz! No entanto, lembro-me de o ver rir uma vez. Foi quando brincou comigo por eu gostar muito de porto branco..."
Ele viveu na Tunísia, na II Guerra Mundial, foi preso pelos nazistas e, uma vez libertado, em 1943 estabeleceu-se em Argel. Após o conflito, ele se mudou para os Estados Unidos, retornando mais tarde para a França.
Entre as suas obras estão Os Campos Magnéticos,1920, que elaborou com Breton, considerado o marco inicial do movimento surrealista. No mesmo ano é sua obra poética Rosa dos Ventos. Dos romances se destacam O Bom Apóstolo (1923) e As últimas noites de Paris (1928). Da sua incursão no terreno dos ensaios  campo é singular Guillaume Apollinaire (1928). Em Memórias do Esquecimento na década de 1980, finalizou a sua vasta produção.

## Fonte da tradução
- Este artigo foi inicialmente traduzido, total ou parcialmente, do artigo da Wikipédia em castelhano cujo título é «Philippe Soupault».